# Tortona
Tortona é uma comuna italiana da região do Piemonte, província de Alexandria, com cerca de 25.227 habitantes. Estende-se por uma área de 99,29 km², tendo uma densidade populacional de 254 hab/km². Faz fronteira com Alessandria, Bosco Marengo, Carbonara Scrivia, Carezzano, Castelnuovo Scrivia, Paderna, Pontecurone, Pozzolo Formigaro, Sale, Sarezzano, Spineto Scrivia, Viguzzolo, Villalvernia, Villaromagnano.
Era conhecida como Dertona (em latim: Derthona) no período romano.

## Pessoas ligadas à Tortona
- Flávio Júlio Valério Majoriano (420 - 461), imperador romano do Ocidente (457-461)
- Padre Lorenzo Perosi (1872 – 1956), musico
- Giuseppe Romita (1887 – 1958), politico
- Angelo-Fausto Coppi (1919 — 1960) ciclista

## Monumentos e lugares de interesse
- Santuário de Nossa Senhora da Guarda

## Outras imagens

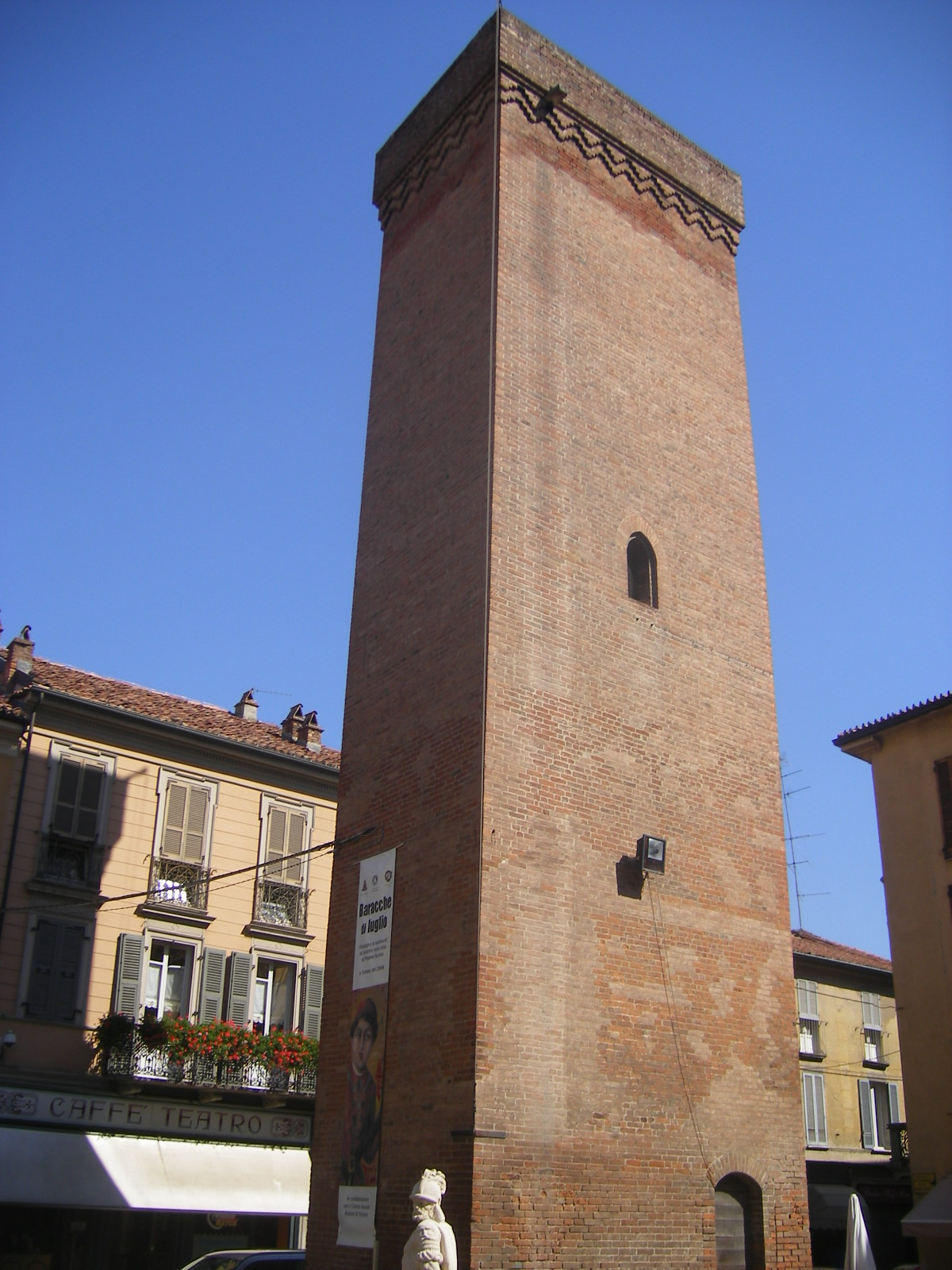
A torre perto do palácio Guidobono
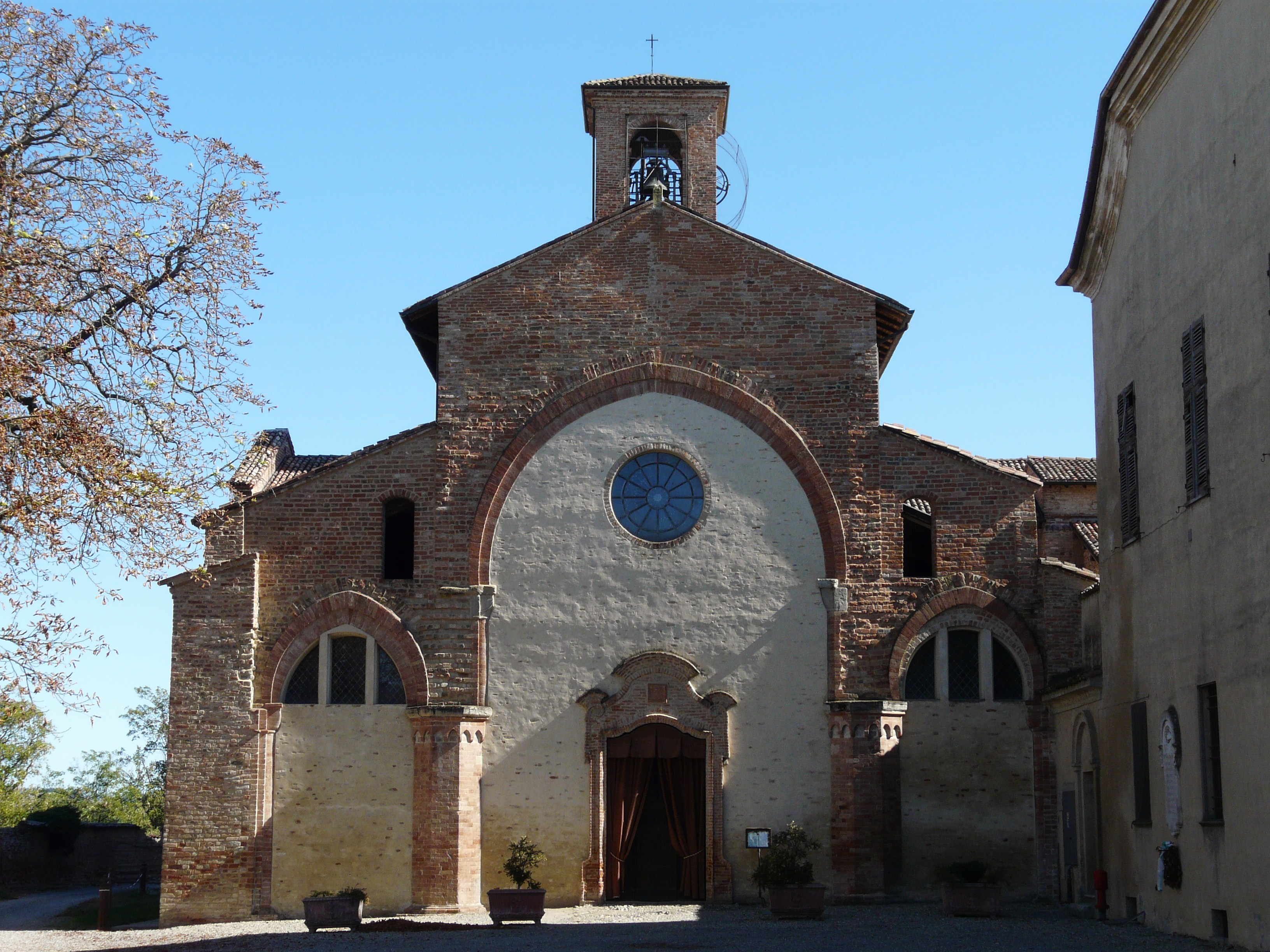
A abadia Santa Maria de Rivalta
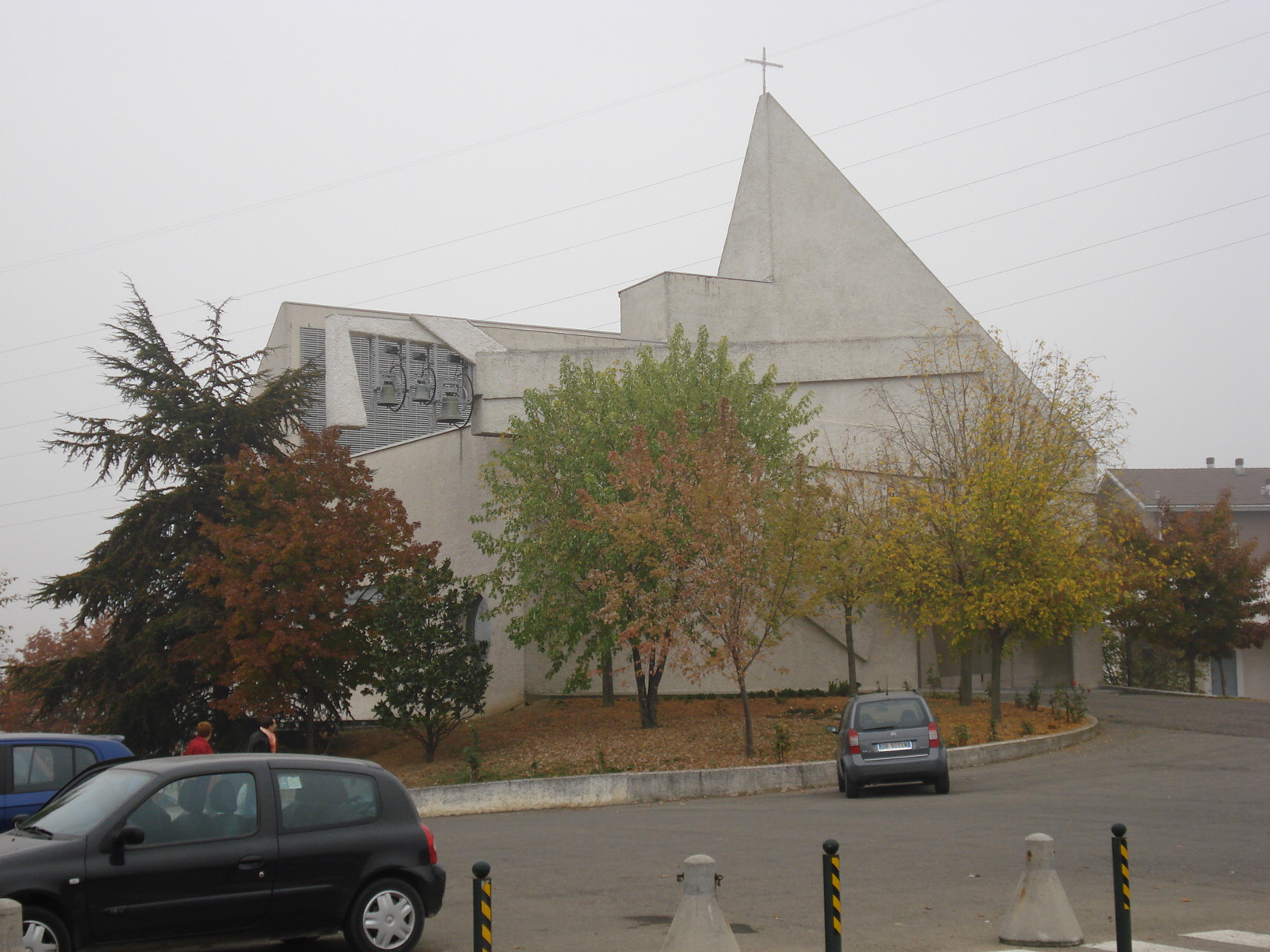
A igreja do Coração Sagrado

## Demografia
| Variação demográfica do município entre 1861 e 2011                               |
|                                                                                   |
| Fonte: Istituto Nazionale di Statistica (ISTAT) - Elaboração gráfica da Wikipedia |